# Haplophthalmus ionescui
Haplophthalmus ionescui is een pissebed uit de familie Trichoniscidae. De wetenschappelijke naam van de soort is voor het eerst geldig gepubliceerd in 1983 door Radu.